# Mansuphantes aridus
Mansuphantes aridus es una especie de araña araneomorfa del género Mansuphantes, familia Linyphiidae, orden Araneae. La especie fue descrita científicamente por Thorell en 1875.

## Descripción
El cuerpo del macho y la hembra miden 1,7-1,9 milímetros de longitud.

## Distribución
Se distribuye por Suiza, Austria e Italia.